# João N’Tyamba
João Baptista N'Tyamba (ur. 20 marca 1968 w Lubango) – angolski lekkoatleta, specjalizujący się w biegach średniodystansowych i długodystansowych. 
Sześciokrotnie reprezentował swój kraj na igrzyskach olimpijskich: 
- w 1988 w Seulu – startował w biegu na 800 m
- w 1992 w Barcelonie – startował w biegu na 800 m i na 1500 m
- w 1996 w Atlancie – startował w biegu na 1500 m
- w 2000 w Sydney – startował w maratonie
- w 2004 w Atenach – startował w maratonie
- w 2008 w Pekinie – startował w maratonie.

W 2000 zwyciężył (startując poza konkursem) w mistrzostwach Ameryki Południowej w biegu przełajowym.